# Colan Conhué
Colan Conhué è un comune dell'Argentina situato nel dipartimento di Languiñeo, in provincia di Chubut.